# Vi heter JA!
Vi heter JA! är ett svenskt vis- och trallpunksband från Umeå, bildat 2011. Bandet har spelat in tre album och två singlar, samt vunnit SM för gatumusikanter två gånger.

## Historia
Våren 2011 träffades Johan Wallén, Jörgen Eriksson, Markus Berg och Melker Klingberg för att spela på gatorna i Umeå. Den positiva reaktion de fick av publiken gav mersmak och bandet tog sig namnet JA!. Premiärspelningen hölls under en lokal kulturfestival i Umeå, Umeå Kulturnatta, där bandet uppträdde på stadens gator. De bestämde sig för att fysiskt hitta sin publik istället för det motsatta, där de varvade vanliga spelningarna med så kallade gerillaspelningar, spelningar på platser där ingen förväntar sig levande musik. Bland annat så spelade bandet på Kulturnatten i Luleå, Urkult-festivalen i Näsåker och Mirahuset i Vasa. 
2012 spelade JA! in den första skivan, Vi heter JA!, där låten “sliten men vacker” tog sig till den lokala finalen i Svensktoppen nästa. Bandet var även en av initiativtagarna till det årliga gratisevenemanget Backenfestivalen i Umeå som startade det året. 
I februari 2013 kom den andra skivan, Svaret är JA!, som spelades in i Ballerina Audios musikstudio. En video med låten "Latte macciato" gjordes under inspelningarna. Även detta år fick bandet in en låt, “Svensk roulette”,  till den lokala finalen i Svensktoppen nästa. Samma år spelade de på "Fuck cancer"-galan i Sundsvall, på Kulturnatten Uppsala och på stora scenen på Umeå kulturnatta, där även Eko, Hoven Droven och Top Cats uppträdde. För att minska risken för förväxling med ett annat band med samma namn så bytte "JA!" namn till ”Vi heter JA!” och spelade också in en video med låten "Ja vi heter ja!".
2014 flyttade Markus Berg från Umeå och han ersattes av Tommy Frost på trummor. Både år 2014 och 2015 vann JA! SM för gatumusikanter i Mariefred. Vinsten var både gångerna erbjudande om att spela in en singel, vilket resulterade i singlarna ”JA Ska” and ”Halleluja!”.
Under hösten 2015 till våren 2016 spelades det tredje albumet in, ”Vuxenpoäng”. En av låtarna i albumet, "Det nya landet", blev kapad och utlagd på Youtube i en video med nazistiska förtecken. Fansen reagerade på missbruket och videon togs bort.

## Diskografi

### Singlar
- 2015 – "Halleluja"
- 2015 – "JA Ska!"

### Album
- 2012 – "Vi heter JA!"
- 2013 – "Svaret är JA"
- 2016 – "Vuxenpoäng"